# Platymya fimbriata
Platymya fimbriata är en tvåvingeart som först beskrevs av Johann Wilhelm Meigen 1824.  Platymya fimbriata ingår i släktet Platymya och familjen parasitflugor. Arten är reproducerande i Sverige. Inga underarter finns listade i Catalogue of Life.